# Heerlijkheid Landstuhl
Landstuhl was een rijksridderlijke heerlijkheid binnen het Heilige Roomse Rijk.

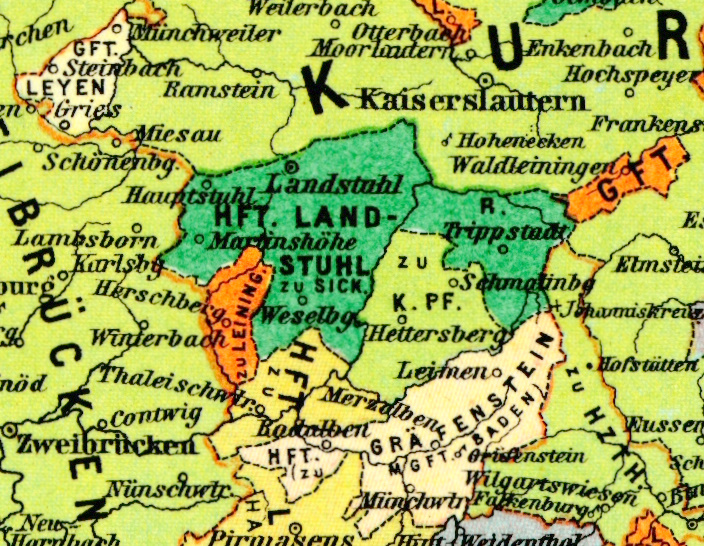
heerlijkheid Landstuhl

De burcht Landstuhl wordt voor het eerst vermeld onder de naam Nannestein in een oorkonde van keizer Hendrik VI. In 1326 wordt Landstuhl als stad vermeld. Stad en burcht waren onder andere in gemeenschappelijk bezit van Spanheim-Starkenburg en Leiningen-Hartenburg. Tegen het eind van de vijftiende eeuw kwamen stad en burcht in het bezit van de heren van Sickingen. Franz von Sickingen bouwde de burcht uit in zijn vete met het keurvorstendom Trier.
Na de deling van de bezittingen door de familie van Sickingen ontstond de volgende situatie:
- de stad in gemeenschappelijk bezit van Sickingen-Sickingen en Sickingen-Hohenberg
- het kleine gerecht met de dorpen Hauptstuhl, Martinshöhe, Knopp, Gerhardsbrunn, Mittelbrunn, Langwieden, Oberarnbach, Kircharnbach, Obernheim en Schunerburg aan Sickingen-Sickingen
- het grote gerecht met de dorpen Kinzbach, Bann, Queidersbach, Linden, Krickenbach, Horbach, Hermersberg, Weselberg, Zeselberg en Harrberg aan Sickingen-Hohenberg.
- het ambt Schallodenbach met de dorpen Schallodenbach en Schneckenhausen aan Sickingen-Sickingen.

In 1797 ging de heerlijkheid Landstuhl en de andere bezittingen van de familie op de linker Rijnoever verloren aan Frankrijk. Paragraaf 24 van de Reichsdeputationshauptschluss van 25 februari 1803 stelde Sickingen-Sickingen schadeloos met een rente voor het verlies van het ambt Hoheneinöden. Omdat Landstuhl tot de Rijksridderschap behoorde, werd daar geen compensatie voor toegekend.
Het Congres van Wenen kende de heerlijkheid in 1815 toe aan het koninkrijk Beieren.